# 9 вариаций на тему марша Дресслера
9 вариаций на тему марша Дресслера WoO 63 (нем. Variationen über einen Marsch von Ernst Christoph Dressler für Klavier) — фортепианные вариации, написанные юным Людвигом ван Бетховеном в 1782 году в Бонне, когда он учился у Кристиана Готтлоба Нефе. Последний помог их опубликовать в Мангейме в том же году, а также поместил в журнале хвалебную заметку о своём ученике, где упомянул и о его сочинении. Считается, что темой для вариаций послужил марш Эрнста Дресслера, однако некоторые исследователи высказывали сомнения в достоверности такой точки зрения. Вариации считаются первым изданным произведением Бетховена, хотя, как предполагается, не были его первым сочинением.

## История

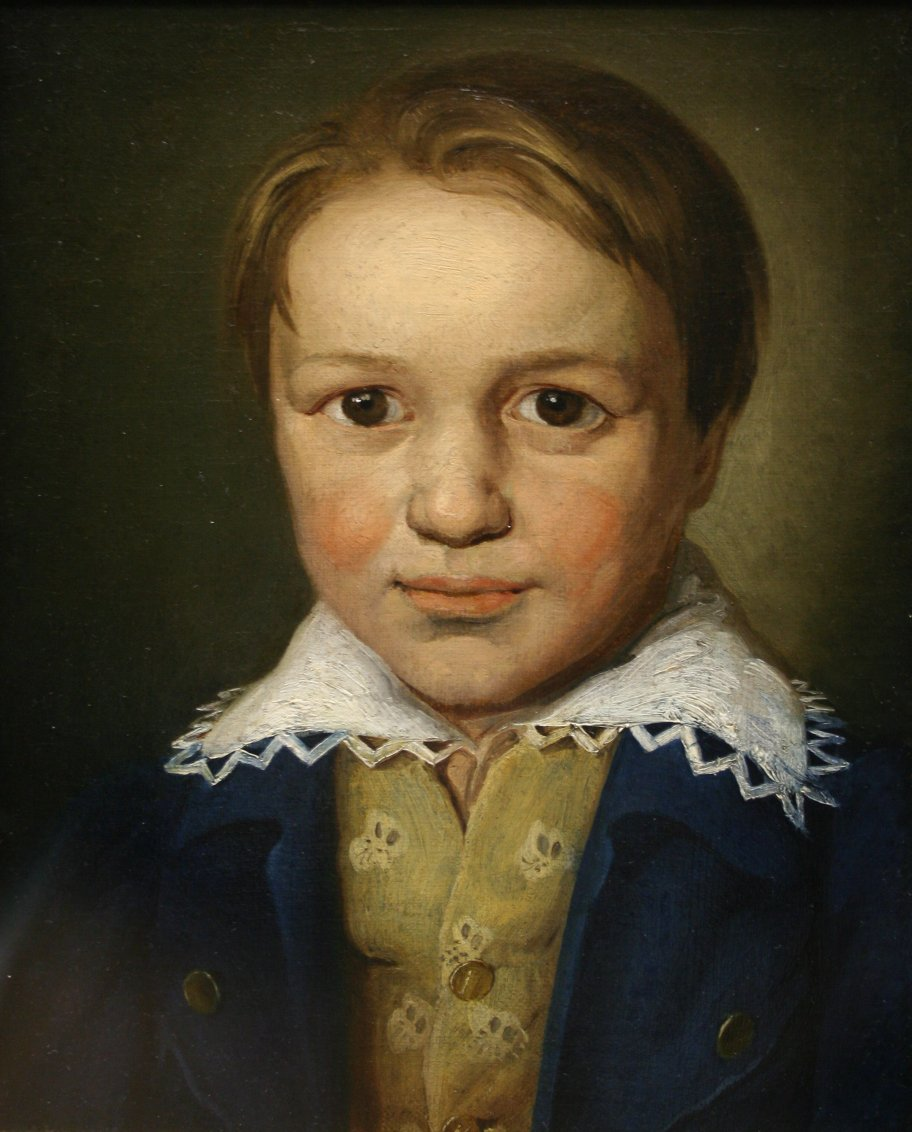
Предполагаемый портрет Бетховена, около 1783 года

Вариации были созданы юным Бетховеном в 1782 году в Бонне, где он родился в 1770 году и в начале 1780-х годов обучался и был помощником у немецкого композитора, дирижёра и органиста Кристиана Готтлоба Нефе. До этого с ним также занимались несколько музыкантов, в том числе отец, певец боннской придворной капеллы. Последний намеревался сделать из Людвига гастролирующего модного виртуоза-вундеркинда. 26 марта 1778 года он впервые публично дебютировал в этом качестве, при этом его возраст был занижен на два года.
Вариации появились в 1782 году в мангеймском издательстве Иоганна Михаила Гётце (1738—1811) благодаря усилиям Нефе. Они были посвящены графине Фелиции фон Вольф-Меттерних. На титульном листе на французском языке указывалось, что они созданы десятилетним композитором Louis van Beethoven. Видимо, это было вызвано занижением возраста на два года, что впоследствии стало причиной недоразумений, так как композитор и в зрелом возрасте говорил, что ему на два года меньше чем в действительности. По этому поводу российский исследователь Лариса Кириллина писала: «Вероятно, такую уверенность поселил в нём отец, который при первом публичном выступлении сына из практических соображений убавил ему возраст, и в самых ранних публикациях сочинений Бетховена всегда фигурировала искажённая информация».
В марте 1783 года Нефе опубликовал в гамбургском «Музыкальном журнале» (Magazin der Musik) К. Ф. Крамера статью о боннской капелле. В ней содержалось сообщение о его многообещающем ученике и о характере проводимых с ним занятий:
Господин Неефе, насколько ему позволяли его обязанности, дал ему также вводные наставления в генерал-басе. Теперь он занимается с ним композицией, и ради его поощрения он отослал в Мангейм для публикации девять его клавирных вариаций на некий марш. Этот юный гений заслуживает поддержки для того, чтобы он мог путешествовать. Из него несомненно вырастет второй Вольфганг Амадей Моцарт, если он будет продолжать так же, как начал.
Вариации считаются первым изданным произведением Бетховена, хотя, видимо, не являются первым из его сочинений. В литературе за этим произведением также закрепилось название «Дресслер-вариации» (Dresslervariationen). Существует точка зрения, что они основываются, как это было заявлено в мангеймской публикации, не на темах Эрнста Кристофа Дресслера, оперного певца из Касселя, а на каком-то другом тематическом материале. Приверженцы такого мнения указывают на то, что соответствующий марш пока не обнаружен, а также на том, что в последующих изданиях — парижском (около 1789 года), венском (1803 и 1807 годы), мангеймском (1828 год) — на титульных листах отсутствует упоминание про Дресслера. Обращалось внимание, что в венских изданиях 1803 и 1807 годов ноты сильно отличаются от первого издания 1782 года. В связи с этим «венский вариант» некоторыми исследователями признаётся отдельным и включается в каталоги под другим номером.

## Характеристика
Вариации были одной из самых любимых музыкальных форм Бетховена: он создал более 40 произведений в этом жанре, почти половина из которых написана для солирующего фортепиано. К подобным работам он обращался на всём протяжении своего творческого пути, включая его завершающий период, когда был создан его шедевр в этом жанре op. 120 (см. Вариации на тему Диабелли). В этом раннем сочинении Бетховена исследователи находят влияние не только его учителя Нефе, но и Карла Филиппа Эммануила Баха. Однако уже здесь просматриваются и некоторые оригинальные черты Бетховена, отличающие его от современников; в частности, указывалось, что вариации отличны от многих подобных сочинений тональными последовательностями. Так, если у Моцарта после мажорной вариации следует минорный лад, в котором и заканчивается сочинение, то в бетховенском цикле он заканчивается радостным Allegro, несмотря на то, что главной тональностью цикла является до минор. Позднее композитор отказался от такого драматургического развития: если произведение написано в миноре, то в этой же тональности оно и заканчивается.
Василий Корганов писал, что, как и другие первые работы юного музыканта (Рондо в до мажоре, Три фортепианные сонаты), вариации имеют яркие черты «детской фантазии», но уже «ясно выраженной». По его оценке, первое изданное сочинение Бетховена написано скорее всего на мелодию похоронного марша. При этом он подчёркивал, что тема «обработана незатейливо, но не без склонности к оригинальности» — особенно это касается последней вариации. По оценке Арнольда Альшванга, уже это ученическое произведение демонстрирует «изобретательность молодого автора, крепкую технику и несомненное влияние лучших мастеров немецкой инструментальной музыки того времени».